# مقدم يد الحواء (نجم)
مقدم يد الحواء (بالإنجليزية: Delta Ophiuchiأو δ Ophiuchi)‏ واسمه التقليدي Yed Prior مشتق من الاسم العربي هو نجم في كوكبة الحواء.
يبعد 170 سنة ضوئية عن الأرض والقدر الظاهري له يبلغ 2.7+.وهو عملاق أحمر (الدرجة م)، ودرجة حرارة 4850 كلفن.

## خصائص
النجم له تصنيف نجمي من M0.5 III، يجعل هذا النجم عملاق احمر شهد سابقا توسعا في غلافه الخارجي بعد استنفاد إمدادات الهيدروجين في لبه. قطر زاو المتحصل عليه من قياس سواد الأطراف للنجم 10.47 ± 0.12 دقيقة قوسية. ومن مقدار المسافة التي يبعد عنا مقدم يد الحواء يقدر حجمه الفعلي 59 مرة من نصف قطر الشمس. على الرغم من حجمه الكبير، النجم ليس لديه سوى 1.5 كتلة الشمس، وبالتالي كثافته ضعيفة . درجة حرارته الفعالة في غلافه الجوي الخارجي باردة نسبيا 3,679 كلفن ما تعطيه لون برتقالي محمر مثل نجوم نوع M.